# Station Odenplan
Odenplan (formeel Stockholm Odenplan) is een treinstation van de pendeltåg in de wijk Vasastaden in de binnenstad van Stockholm dat op 10 juli 2017 werd geopend. 

## Aanleg
In 2006 werd besloten om de pendeltåg te scheiden van het overige treinverkeer door de bouw van een spoortunnel, de Citybanan, onder het stadscentrum tussen Tomteboda en Stockholm Södra. In de tunnel werden twee stations gepland, Stockholm City bij het centraal station en Odenplan ter vervanging van station Karlberg. Odenplan bevindt zich in het noordelijke bouwdeel, de Vasatunnel, van de Citybanan. De Vasatunnel, inclusief het station, werd gebouwd door de Duitse aannemer Bilfinger Berger voor een contractsom van SEK 1,1 mrd. De afwerking en het bovengrondse entreegebouw van het station werden uitgevoerd door Q-gruppen AB. Het is opgeleverd met een eilandperron met twee sporen en is voorbereid op een toekomstige toevoeging van een tweede eilandperron met eveneens twee sporen.

## Ligging en inrichting
Het station ligt onder het metrostation Odenplan en de woonblokken ten noordwesten van het Odenplan. De noordelijke toegang ligt op de hoek Dalagatan / Vanadisvägen naast de St. Matteus kyrka. De zuidelijke toegang wordt gedeeld met de metro via het entreegebouw op het Odenplan dat in 2014 werd opgeleverd. Naast dit entreegebouw ligt een busstation van SL. Zowel aan de noordkant als de zuidkant is een tussenverdieping die met liften en roltrappen met het perron op 30 meter onder straatniveau is verbonden. De noordelijke toegang heeft een ondergrondse hal met kaartverkoop die eveneens met liften en roltrappen verbonden is met de tussenverdieping. Aan de zuidkant ligt de tussenverdieping op de plaats van en vroegere schuilkelder en Spårvägsmuseet dat in 1989 verhuisde naar een andere lokatie. Overstappers kunnen met drie roltrappen en een lift het midden van het perron van de metro bereiken. Het perron van de pendeltåg is voorzien van perrondeuren. Het station is opgesierd met zes kunstwerken:
- Jessica Faiss: Voyage.
- Anders Kapple: Itinerary.
- Sunniva McAlindein: Länk.
- Thomas Bernstrand: Rörlig rymd.
- David Svensson: Life Line.
- Mari Rantanen: Odens Trädgård.

## Fietsen
Naast het station werd op 1 september 2016 een fietsenstalling geopend met 347 plaatsen. In eerste instantie was het de bedoeling om geen fietsvervoer toe te staan van en naar Odenplan terwijl dat bij station Karlberg wel mogelijk was. Na protesten veranderde de provincieraad van Stockholm van gedachten en werd besloten dat fietsen zouden worden toegestaan maar alleen via de noordelijke toegang, de toegangen rond het Odenplan zijn niet toegankelijk voor fietsen.

## Galerij

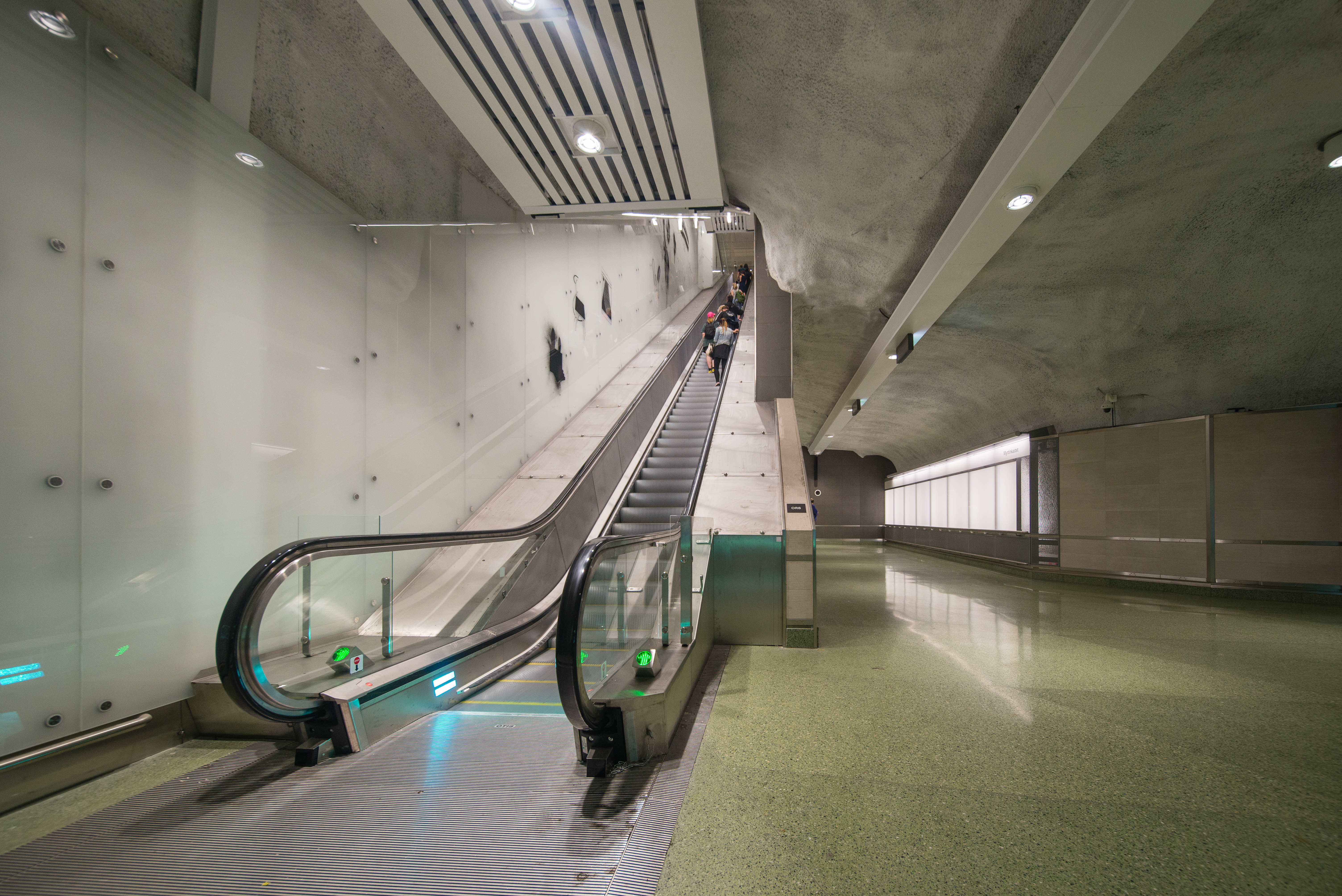
Roltrap van de zuidelijke tussenverdieping naar het metroperron.
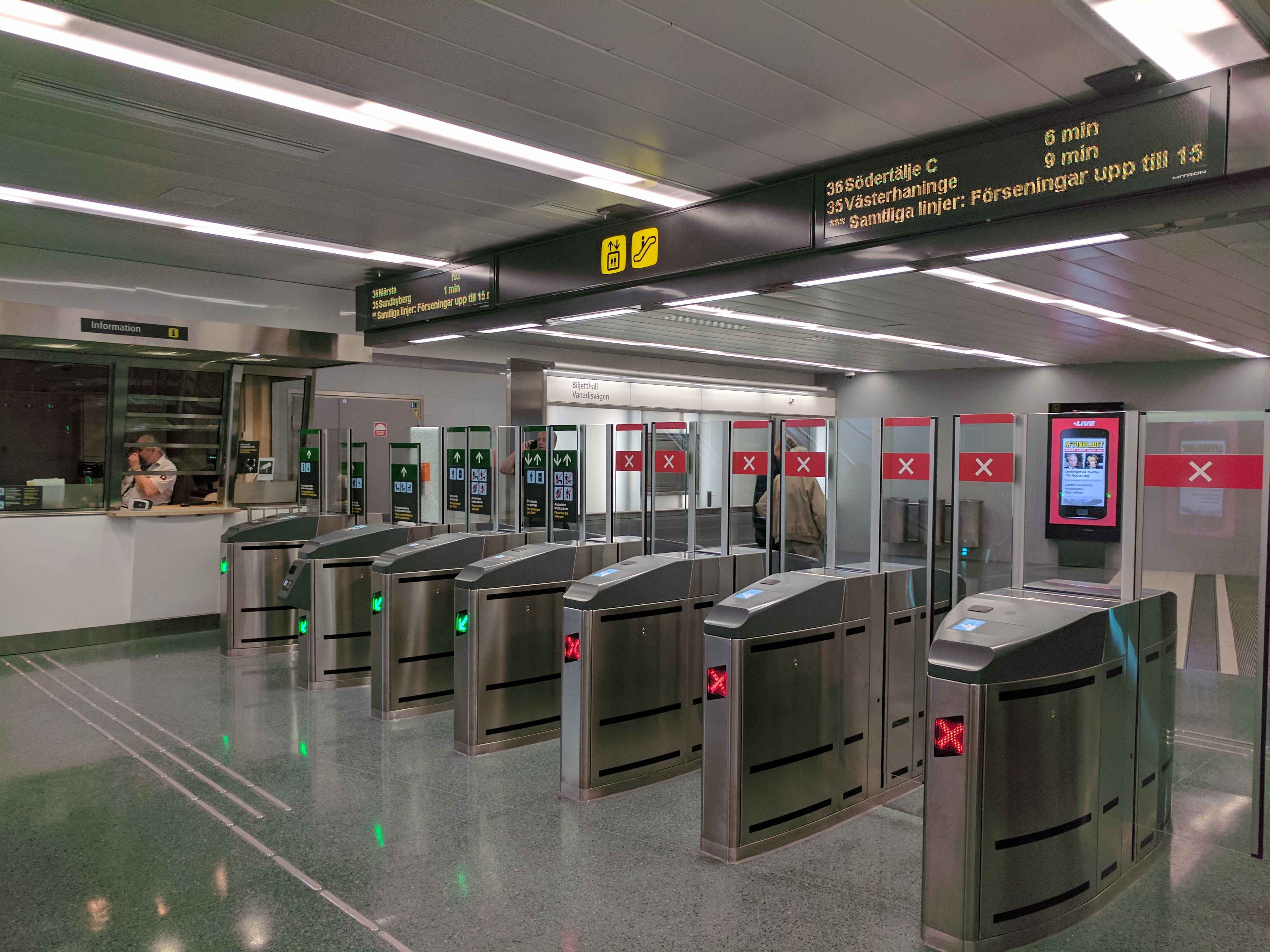
De OV-poortjes
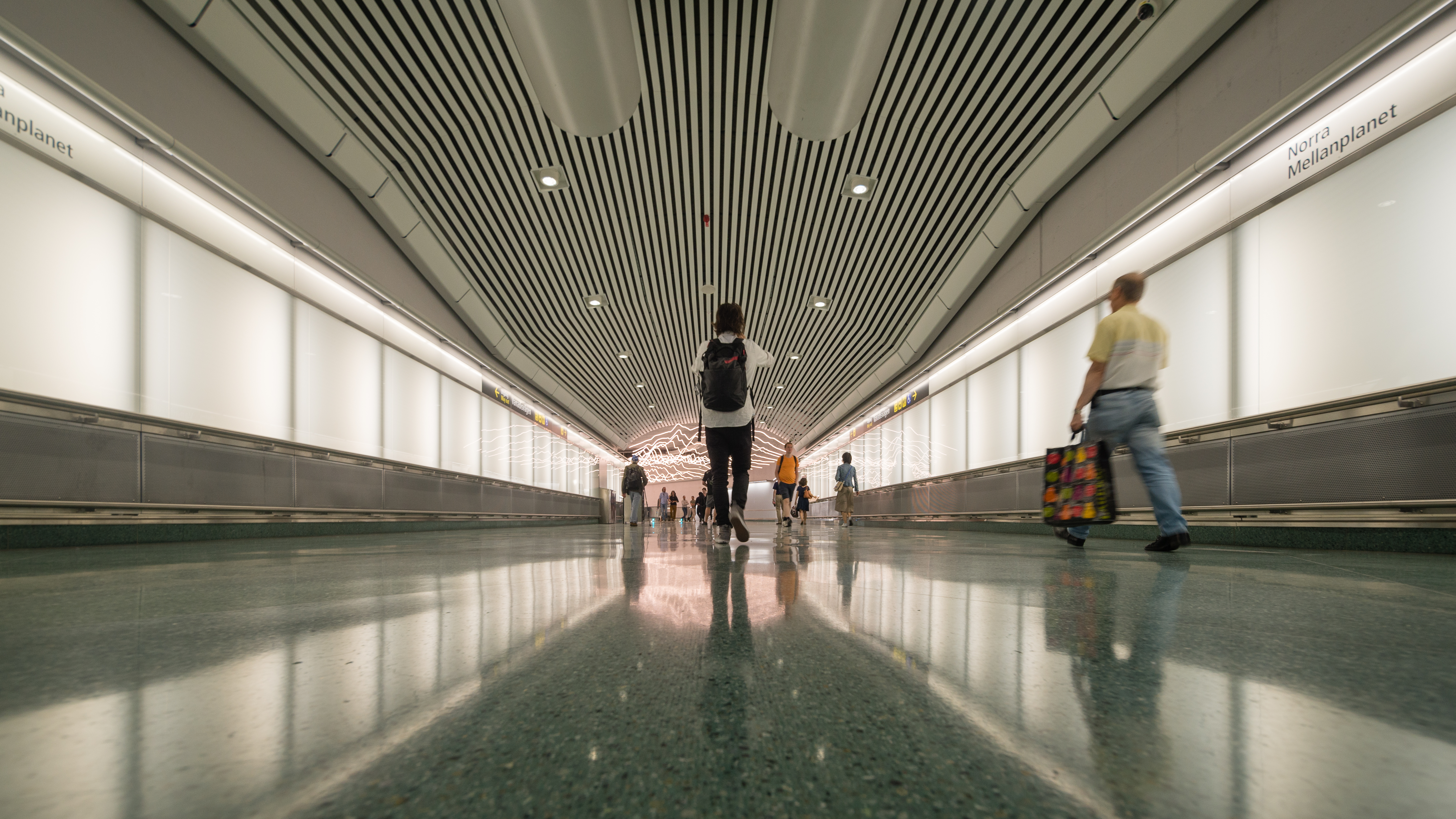
Noordelijke tussenverdieping gezien richting de roltrappen naar het perron.
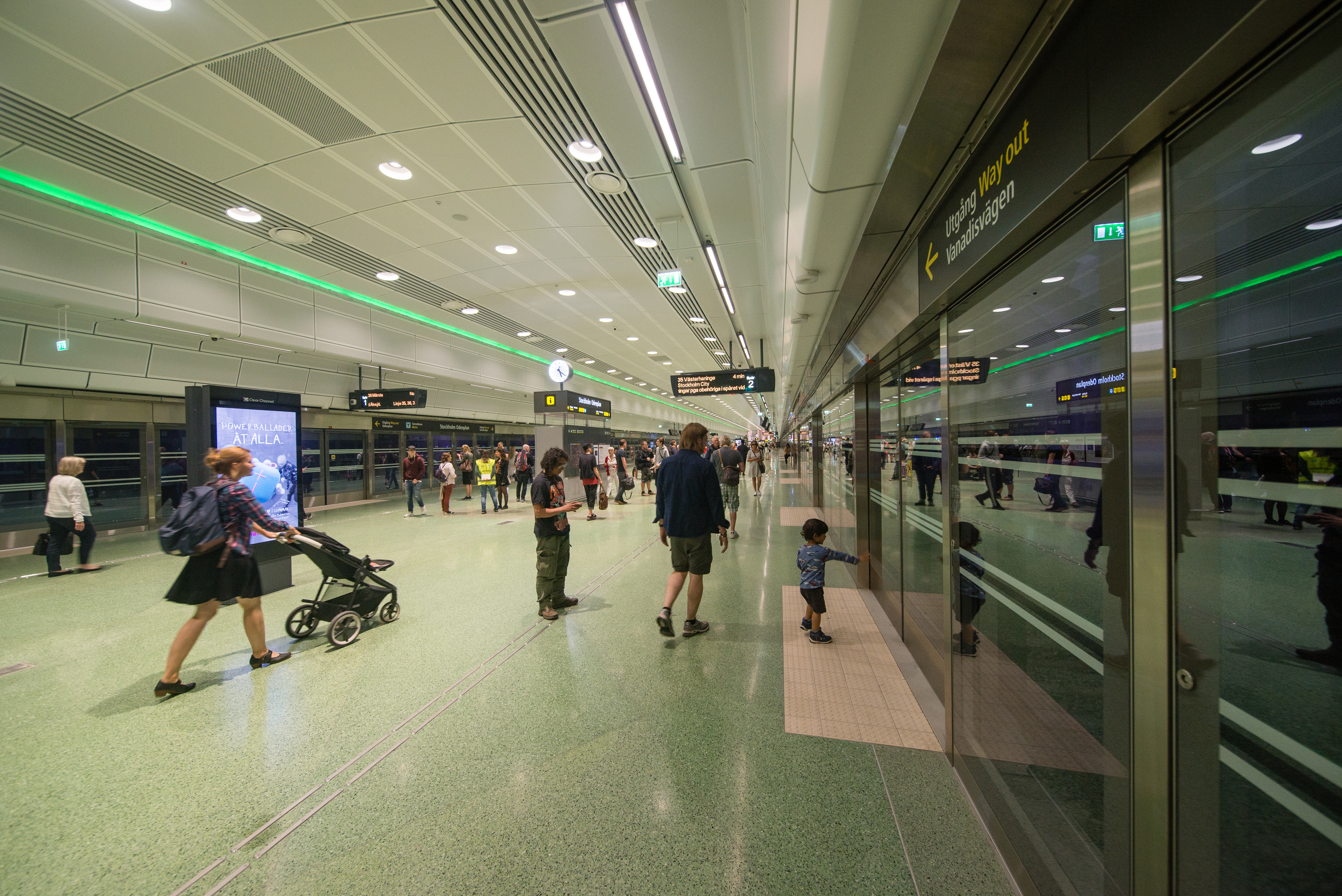
Perron
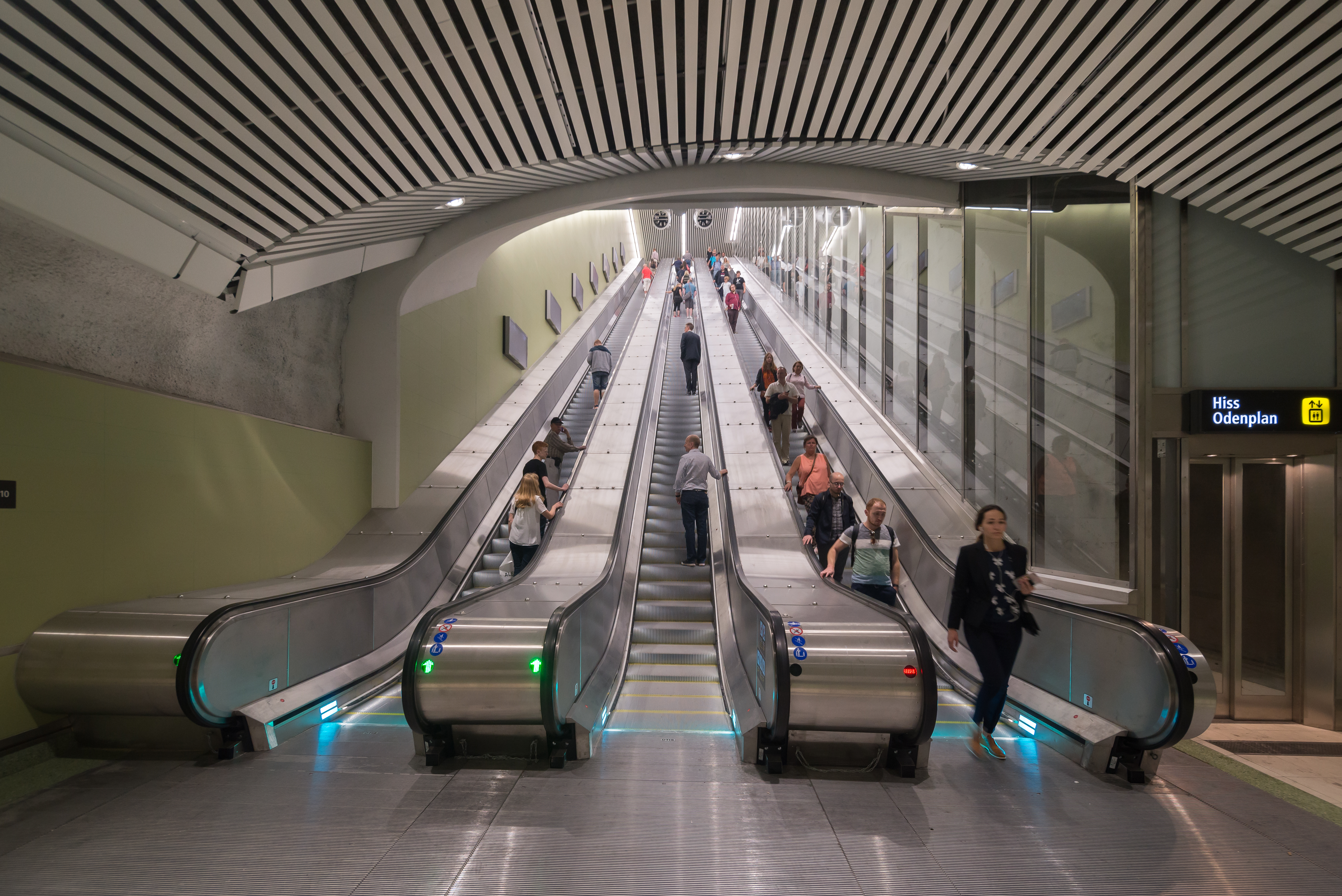
Roltrappen van de tussenverdieping naar het entreegebouw op het Odenplan.
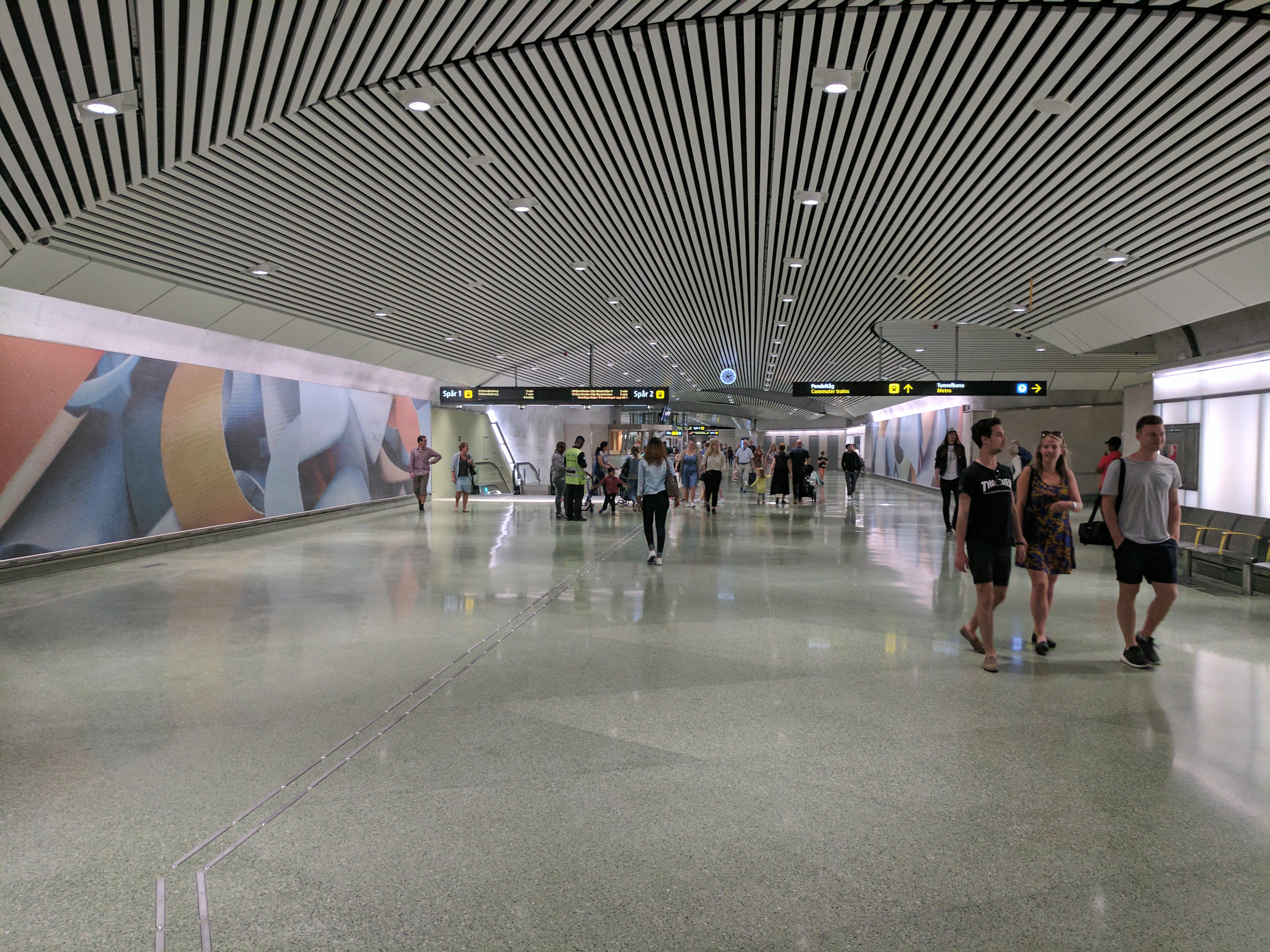
Zuidelijke tussenverdieping.